# Caterina Verde
Caterina Verde (nascida Kathryn Greene) é uma artista conceitual e visual de nacionalidade americana e francesa, que atualmente vive e trabalha em Nova Iorque.
O trabalho de Verde é uma plataforma cruzada de mídia que incorpora situações no estilo de vídeo e instalação com trabalhos em texto, mas não exclusivamente. Ela usa fotografia, desenho, performance, pintura e objetos como componentes integrais do trabalho. Por um período, trabalhou ativamente fazendo trabalhos leves, que foram mostrados extensivamente durante o início dos anos 90. Suas preocupações estéticas são psicológicas e historicamente baseadas. Verde também é conhecida como curadora e diretora de vídeo.

## Trabalhos
Verde iniciou sua carreira principalmente como pintora. No final dos anos 80, até o final dos anos 90, ela fazia parte do cenário inicial em Williamsburg, Brooklyn.
Verde foi uma das primeiras defensoras do uso de computadores para fins artísticos; ela começou a fazer trabalhos esculturais autônomos de grande formato a partir de imagens que foram manipuladas no computador. Ela usou a mesma técnica para produzir trabalhos leves, que foram apresentados como parte da "Galeria Leonardo" no Volume 28 da Leonardo, 1995. Eles também fizeram parte de uma exposição itinerante organizada por Michael Dashkin.
O trabalho de Verde é centrado em reviravoltas perceptivas, psicológicas e linguísticas. Suas fotografias e trabalhos em vídeo incorporam texto e são frequentemente apresentados em forma de instalação. Como Matthew Rose (jornalista e artista freelancer que escreveu para o New York Times e o Wall Street Journal) comentou em 2004: 
 Ao ver o trabalho de Verde—uma variedade de vídeos, pinturas, fotografias e fotomontagens—sou frequentemente lembrado de minha capacidade de "ver" qualquer coisa, pois existe em seu empreendimento artístico um movimento afetivo interno e externo, uma inspiração estética e exalando, com conotações do apocalipse. Em suas obras multimídia, Verde captura a pungência da evanescência, de algo que está prestes a acontecer, ou como parece depois que aconteceu: o rastro de um evento ou o murmúrio do coração. 

### Projetos em colaboração
Verde colaborou com outros artistas, incluindo: a coreógrafa francesa Daria Fain no projeto "Commoning" com Robert Kocik e "Germ", uma performance pela qual Verde fez o vídeo; a artista performática de Belo-Russe Pasha Radetzki, com quem se apresentou em 2012 no Documenta 13, sob os auspícios da iniciativa curatorial do Critical Art Ensemble. Ela também trabalhou com Radetzki em "Enigma de um teste decisivo", que fazia parte de uma transmissão ao vivo da artista, Hope Sandrow, "On the Road Open Air Gallery".
Outra colaboração, para "Confinamento e a arte da decoração", foi com a escultora alemã Gloria Zein e a artista norueguesa Elise Martens. Este projeto surgiu dos anos de Verde em Paris e foi produzido inicialmente na Artspace em New Haven, Connecticut.

### Comentário sobre o trabalho
Ebon Fisher, ao descrever o trabalho de Verde, disse: 
 Caterina se move continuamente entre os projetos curadoriais e a expressão criativa formal, agitando inúmeras linhas entre os dois". 
 E Fisher havia comentado anteriormente:
 As fotografias divididas de Caterina Verde de animais e aparelhos de comunicação são coisas muito estranhas. Sua simplicidade peculiar atinge a cabeça contra uma onda de dissonância. Charme, pavor e infinitas possibilidades se misturam. Pego o pirulito mais próximo e chupo como um bebê, olhando, confusa, com coceira". 
 Matthew Rose, jornalista freelancer, descreveu o trabalho de Verde desta maneira:
 Verde (também conhecida como Kathryn Greene) captura o vazio enquanto coreografa suas imagens em uma espécie de polinização cruzada de ausências. Os trabalhos são uma exumação de espera e aqueles momentos de ansiedade—os momentos visuais—afixados a esse estado emocional". 

## Curadoria

### The Kitchen
Verde (como Kathryn Greene) foi curadora de arte híbrida e de performance no The Kitchen em Nova Iorque, de 1994 a 1997. Esse período em meados dos anos 90 foi um período incerto para o The Kitchen, pois havia perdido a maior parte de seu financiamento. A programação curatorial de Verde incluiu uma série chamada "Hybrid Nights".
Os artistas que Verde curou no The Kitchen incluíram: OM2 - Arquitetura Noturna; Departamento de Teatro do Condado de Cook; Shelly Mars; Fiona Templeton; David Hykes; Jackson Mac Low e Anne Tardos; Brendan de Vallance; Mike Ballou; Alexander Viscio; Marca Jens; Alexandre Perigot; Daria Fain; Terrence Mintern; Cabaré da Crueldade; Presunto e ovo; e Geoff Selinger.
Verde deixou o The Kitchen para aceitar uma residência de dois anos em Paris através do programa de residência artística do American Center in Paris na Cité internationale des arts.

### Antenna TV
No início dos anos 90, Verde co-dirigiu e produziu um programa de televisão de artista chamado Antenna TV, com Anney Bonney. Doze episódios foram produzidos para TV de acesso público. O show estreou no clube The Cooler, na West 14th Street. Os artistas da Antenna TV incluíram: Mike Ballou, Fred Tomaselli; Sylvie Degiez e Wayne Lopes, Taylor Mead ; Wright Thomas; Michael McClard; Peter McClard; Ruth Kahn; e Al Arthur. O site da revista Bomb tem um trecho de vídeo da Antenna TV, com uma leitura do poeta David Rattray, falecido em 1993. No trecho, Rattray lê seu poema "Mr. Peacock".

### Strange Positioning Systems
Mais recentemente, Verde liderou um site de performance on-line, "Strange Positioning Systems", que foi iniciado com uma doação da Artspace em New Haven, Connecticut. A Strange Positioning Systems possui vários artistas trabalhando internacionalmente e forneceu transmissões ao vivo para trabalhos de performance, incluindo "Inside Verbal Seed" de Alexander Viscio, com o Museu de Arte Contemporânea de Zagreb.

## Fotografia e vídeo
Verde também é conhecida por seu trabalho fotográfico de outros artistas e seu trabalho, como Keith Sonnier.
Para este fim, suas fotografias têm aparecido em várias publicações, incluindo The New York Times, Le Figaro, e o East Hampton Star.
Suas fotografias também apareceram nos seguintes livros para as exposições de Sonnier:
- Keith Sonnier, Portals, publicado por Karma e Keith Sonnier, 2015 (ISBN 978-1-942607-17-5)
- Keith Sonnier, Elliptical Transmissions, publicado pela Tripoli Gallery 2014 (ISBN 978-1-4951-2014-5)
- Keith Sonnier, Elysian Plain + Early Works, publicado pela Pace Gallery 2014 (ISBN 978-1-935410-51-5)

Ela também fez um pequeno filme biográfico sobre Keith Sonnier e seu trabalho, além de ter editado, dirigido e filmado muitos outros vídeos curtos em estilo de documentário.
Verde também fez uma extensa fotografia no Watermill Center, de Robert Wilson, em Watermill, Nova Iorque.

## Historia de vida
O bisavô de Verde, Samuel Mott, era um cientista e inventor que trabalhou com Thomas Edison. Mott inventou e deteve a patente do primeiro placar elétrico e também deteve a patente dos isolantes elétricos usados em linhas de energia durante a maior parte do século XX. O avô de Verde, Kenneth Greene, era um pintor de outdoors que tinha um estúdio na Times Square; ele também foi o diretor de arte do Roxy Theatre. O padrasto de Verde, Robert Washburn, também era um artista; ele viveu muitos anos no México.
Verde foi casado com o guitarrista John McCurry por vários anos. Ela tem um filho, Madeleine Hykes, com o músico/compositor David Hykes.